# Азнауров Іскендер Сьохраб-огли
Іскендер Азнауров, або Артилерист Іскендер (азерб. İsgəndər Aznaurov, повне ім'я: Азнауров Іскендер Сьохраб огли, 16 серпня 1956 р., Гала-Асія, Бухарська губернія, Узбецька РСР, СРСР — 18 квітня 1993 р., Гадабайський район, Азербайджан) — Національний герой Азербайджану, який за походженням є турком-месхетом; учасник Карабаської війни.

## Життя

### Ранні роки
Іскендер Азнауров народився 16 серпня 1956 року в Узбекистані у селі Гала-Асія Бухарської області у сім'ї турків-месхетів. У 1963 році пішов до середньої школи, яку закінчив у 1973 році. Після проходження військової служби в Україні у місті Черкеськ в 1978 році він вступив до Ташкентського інституту іригації, який закінчив у 1983 році. Потім він деякий час працював в районі Ахангаран Ташкентської області.
У 1989 році після кровопролитних подій в Ферганській долині Узбекистану, як і сотні тисяч турків-месхетів, був змушений залишити цей край та у 1990 році разом зі своєю родиною переїхав до Азербайджану у селище Кюр Шамкірського району. Тут він працював на приладобудівному заводі.

### Карабаська війна та участь у бойових діях
Коли розпочалися бойові дії в ході Карабаської війни, у квітні 1992 року Іскендер Азнауров добровольцем увійшов до лав новостворених Збройних сил Азербайджану. У місті Шиних з вежі, що наразі носить його ім'я, він завдавав удари по вірменських позиціях, внаслідок чого було знищено чотири артилерійських оснащень вірмен та підірвано кілька складів боєприпасів. Перед наступальними діями влітку 1993 року Азнауров, відкривши вогонь, зруйнував пост вірмен, які після цього визначили грошову винагороду за його голову.
Азнауров був призначений командувачем артилерією в військовій частині N. Він завдав значних втрат вірменським збройним силам в операціях у Башкенді, «Мутутару», «Ердагі», «Скеля Кафтар» та «Камінь Лезгі» .

### Смерть
Він героїчно загинув 18 квітня 1993 року під час битви під «Орукдашем». Його поховали в Алеї шехідів у Баку.

### Приватне життя
Був одружений, має 3 доньок.

#### Прізвисько
Серед азербайджанського народу відомий як Артилерист Іскендер.

## Пам'ять
На честь Азнаурова висоту Мормор у селі Шиних Гадабайського району назвали «Іскендерська башта» та «Іскендерський пост». Артилерію ж KS19, якою користувався Азнауров, збережено як пам'ятку. Один з округів у Джайранхолі Шамкирської області носить його ім'я. Його бюст поставлений перед військовою частиною в Гадабай. Школа № 1 в селі Кюр Шамкирського району названа на честь нього. Його бюст був поставлений перед школою . У загальноосвітній школі № 2, що знаходиться у Шамкірському районі, його пам'яті присвячений меморіальний музей. У музеї зібрано фотографії, які описують його життя та його бойовий шлях, а також його особисті речі.

### Фільмографія
У 2013 році знято документальний фільм «Герої непохитної фортеці» (азерб. «Alınmaz qalanın qəhrəmanları»), що присвячений життєвому та бойовому шляху Азнаурова та трьох інших національних героїв — Мазахіра Рустамова, Ільхама Алієва та Айтекіна Мамедова. У 2018 році на кіностудії «Яддаш» знято фільм під назвою «Погляд Іскендера» (азерб. «İsgəndərin sorağında»).

## Визнання та нагороди
За указом Президента Азербайджанської Республіки № 262 від 15 січня 1995 року лейтенант Азнауров Іскендер Сьохраб огли отримав звання «Національний герой Азербайджану».
- 1995 р. — Національний герой Азербайджану
- 1998 р. — Медаль «Золота Зірка».[6]